# Bükk

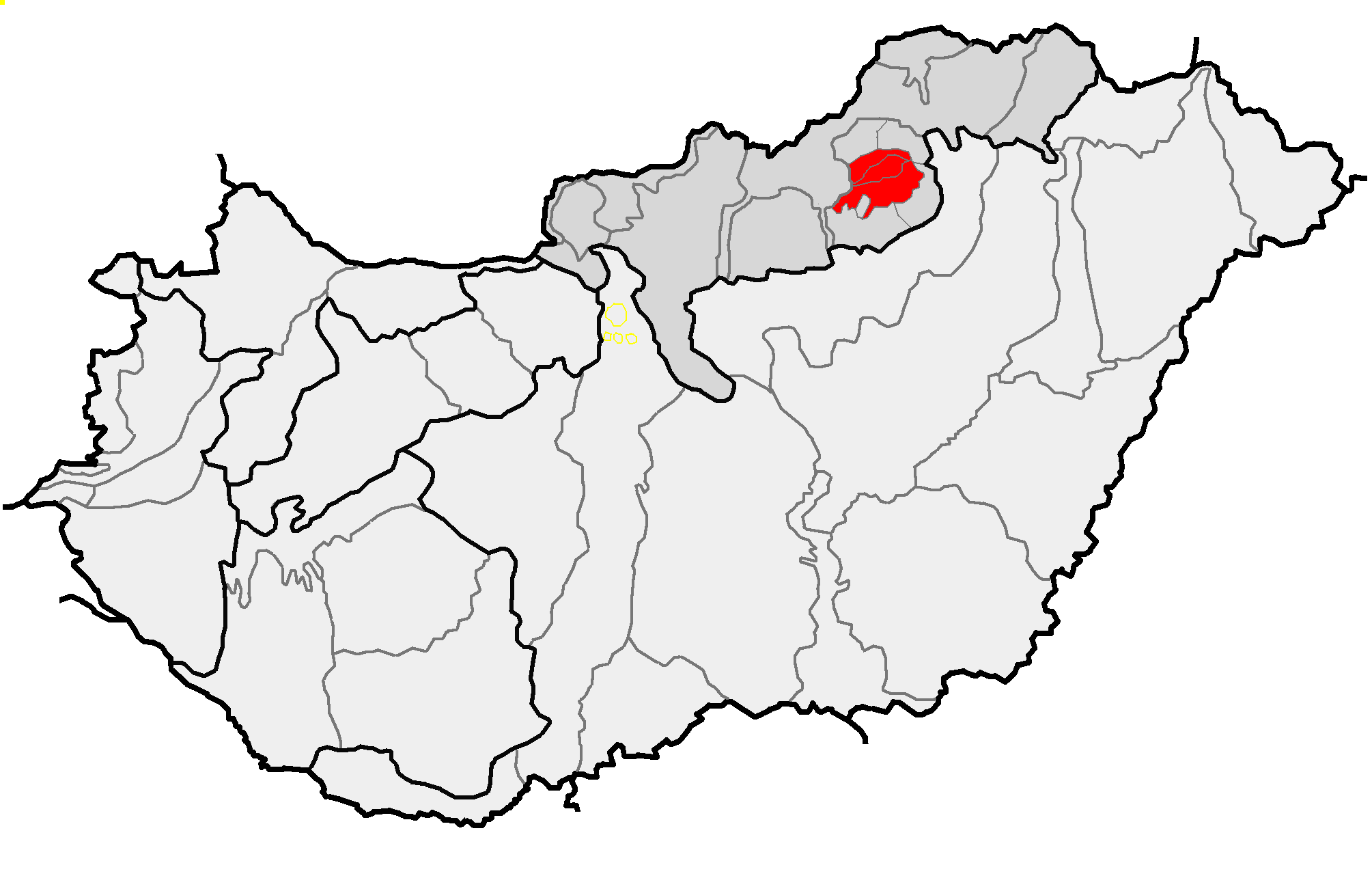
Bükk i Ungern

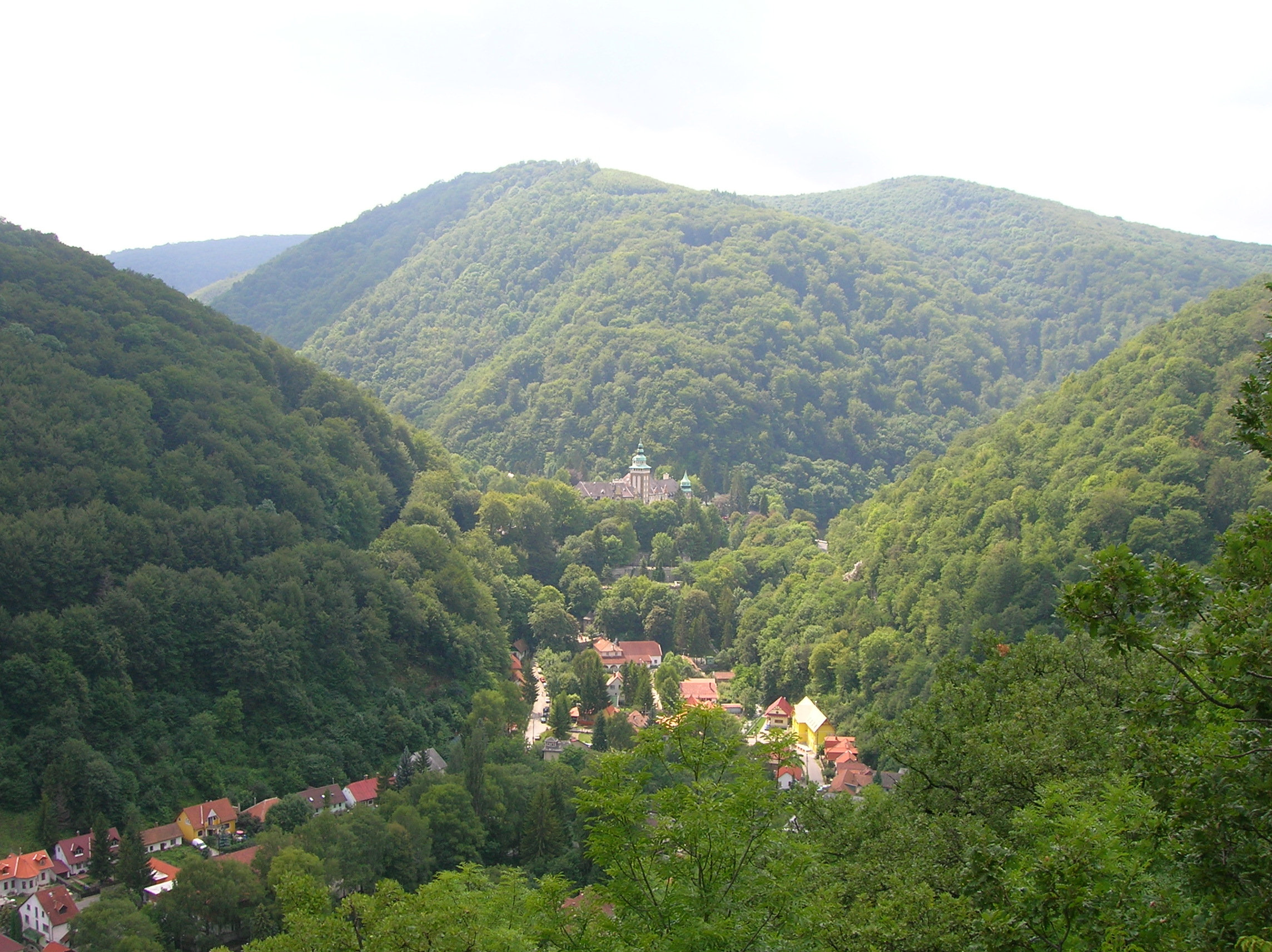
Bükkbergen

Bükk eller Bükkbergen är en del av Karpaterna som ligger i nordöstra Ungern. Större delar av bergen är inkluderade i Bükks nationalpark.